# Trill
|  | Per a altres significats, vegeu «Trill (Star Trek)». |

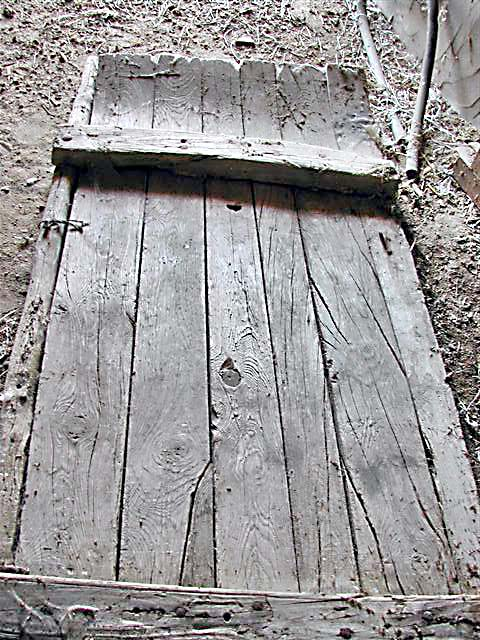
Trill, vista superior

Un trill és una eina agrícola que es destinava a separar el blat de la palla (batre), i ha quedat obsoleta. Consisteix en un tauler gruixut, fet amb diverses taules de forma rectangular o trapezial, una mica més estreta i corbada cap amunt (com un trineu) en la part frontal, i el ventre del qual està guarnit de resquills tallants de pedra o serres metàl·liques. Les dimensions dels trills variaven, però, a Espanya, solen tenir fins a dos metres de llarg, per metre i mig d'ample (aproximadament). Havent-hi trills més petits, fins a arribar a un metre d'ample per metre i mig de llarg, més o menys. Els majors trills es destinaven a parella de bous o mules, mentre que els més petits eren per a un sol animal de tir. El gruix dels llistons dels trills és de cinc a sis centímetres. Actualment, els trills es fan a mesura, per encàrrec, o es preparen altres més petits, com a element decoratiu. Claudio Boutelou defineix aquest instrument agrícola propi de l'àrea mediterrània com:
| «                        | «de tres a quatre peus d'ample i uns sis de llarg, variant freqüentment aquestes dimensions, i es compon de dos o tres taulons ensamblats uns amb uns altres, de més de quatre polzades de gruix, en els quals es troben embotides per la seva banda inferior molts pedernales molt durs i tallants que arrosseguen sobre els sembrats. En la part anterior hi ha clavada una argolla per lligar la corda que li arrossega, i a la qual s'enganxen comunament dues cavalleries; i assegut un home en el trill ho condueix donant tornades sobre el paller estès en l'era. Si l'home necessita més pes, posa damunt pedres grans» | » |
| — Claudio Boutelou, 1806 | |   |

El trill era arrossegat, tradicionalment, per dos mules o dos bous sobre el paller, els sembrats repartits en l'era de batre. En moure's en cercles sobre la collita estesa, les lascas, o les fulles, tallaven la palla i l'espiga (que quedava entre el trill i l'empedrat de palets del sòl de l'era), separant la llavor sense danyar-la. Posteriorment s'amuntegava el paller batut i es disposava per ser netejat per mitjà d'algun sistema de ventat.

## Sistemes tradicionals del batre

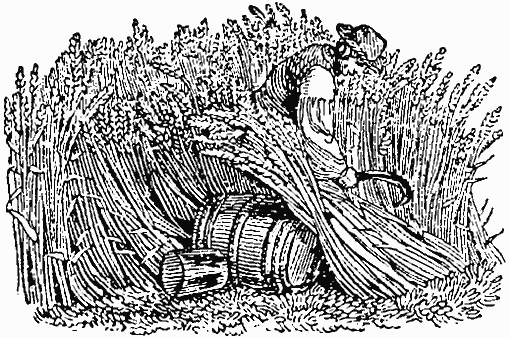
Fent les garbes per a portar-les a l'era de batre

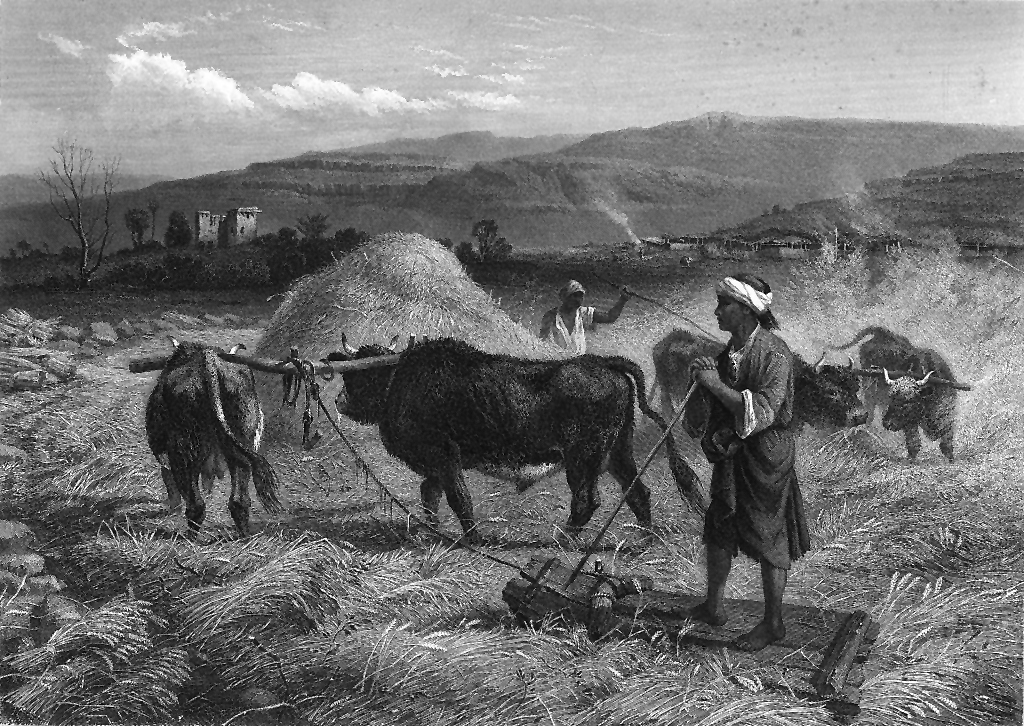
Batuda tradicional amb trill en el Pròxim Orient

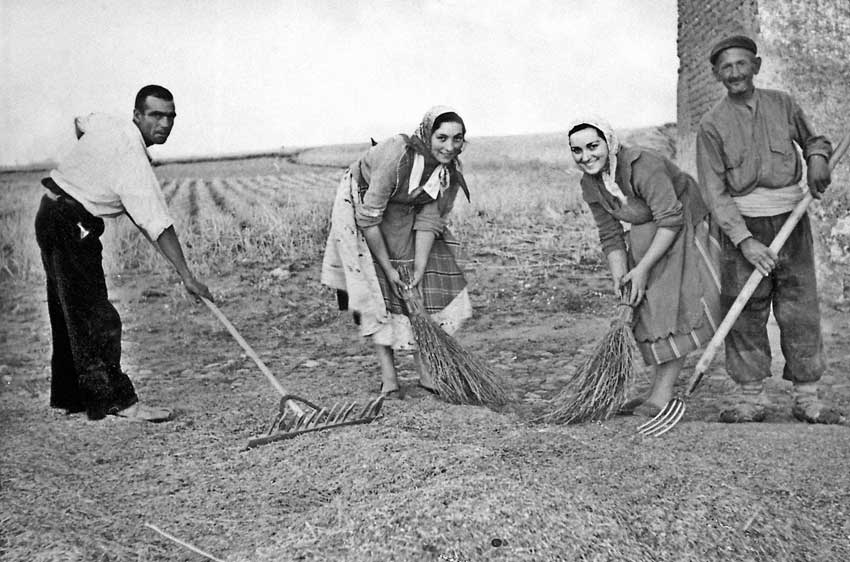
Escombrant l'era per amuntegar el molc

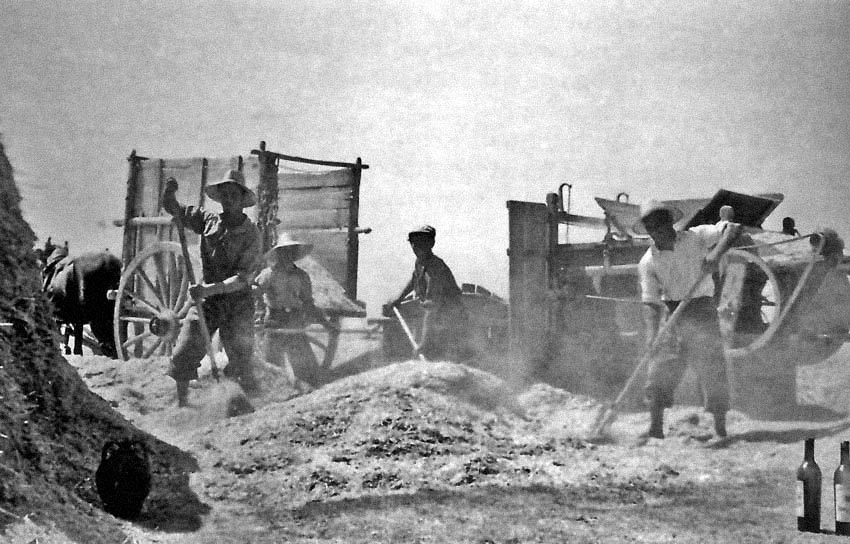
Netejant el molc amb netejadora mecànica (beldadora)

Fins a l'arribada de la recol·lectora, que sega, bat i neteja en un únic procés, les labors tradicionals del batre de cereals i alguns llegums són descrites per Plini el Vell en la seva Història Natural amb tres variants:
| «                                                                              | «Messis ipsa alibi tribulis in area, alibi equarum gressibus exteritur, alibi perticis flagellatur» | » |
| — Plini el Vell, Naturalis Història, Liber XVIII (naturae frugum), lxxii - 298 | |   |

| «                                                                                       | «Els sembrats mateixos (són batuts) en uns llocs amb el trill en l'era, en uns altres és calcigada per damunt per les cavalleries, en uns altres és estomacada amb batolles» | » |
| — Plini el Vell, Naturalis Historia, Llibre XVIII (Com portar una granja), lxxii - 298. | |   |

D'aquesta manera, Plini el Vell mostra tres maneres tradicionals de realitzar la batuda:
- Colpejant les garbes de cereal contra una pedra, o una taula.
- Escampant per l'era amb bous o cavalleries.
- Batuda amb batolla, una espècie de maça de fusta amb la qual es copeja el paller fins a separar la llavor de la tija.

### Batre amb trill
Existeix, a més, una quarta forma de batre, que es distingeix per utilitzar un estri diferent, com és el trill (encara, pot veure's en algunes regions d'Europa, on es practica una agricultura marginal; encara que, de vegades, es fa com a acte folklòric i cerimonial.)
Per a batre amb el trill, primer es portaven les garbes a l'era. Unes s'amuntegaven a l'espera del seu torn, i unes altres es deslligaven i s'estenien en cercle formant el paller que s'escalfava al sol. Es donava llavors una primera tanda de cercles i vuits amb el trill, diverses vegades, regirant el paller amb forca. De vegades aquesta feina es feia amb un trill diferent anomenat «de rodes» o «de cort» (que estava proveït d'una sèrie de corrons amb fulles metàl·liques transversals). Aquest primer viatge separava les tiges dels grans i altra brossa, tot barrejat i sense netejar. Després de cada passada es movia el paller traient les tiges a les vores. Si s'escampava, es rastellava i escombrava per refer el cercle de batuda i, si es podia, s'eliminava totes les tiges possibles.
Després de remoure de nou el cereal, i deixar-lo reposar i assecar durant el descans del migdia, es donava una segona tanda de cercles i vuits, aquesta vegada, amb trill de pedernal que acabava de desgranar el paller, que s'amuntegava amb rastrells i escombres. El trill anava tirat per dos bous, o dues mules per mitjà d'una cadena o una corretja subjecte a un ganxo que hi havia en el llistó davanter. El conductor no només guiava el bestiar, sinó que feia pes i, si aquest no era suficient, es col·locaven també unes pedres grans. En els últims anys de l'ús del trill, aquest anava tirat per petits tractors i el trill quedava massa lleuger, fent que les pedres es fessin encara més necessàries
Quan el paller estava massa aixafat, es col·locaven, darrere del trill, dos grans arcs metàl·lics que voltejaven i buidaven la palla en passar el trill. Després d'acabar la batuda, calia netejar bé l'era (perquè no es barregessin les restes amb el següent paller), primer amb el rastrell, per moure el que era més pesat, i, després, amb escombres fortes fetes amb ginesta d'escombra. També es cuidava i emmagatzemava la palla, perquè era un bon complement alimentós per al bestiar i servia com a combustible. Tot el procés produeix un pols finíssim, que es fica per les vies respiratòries i enganxant-se a la gola, sobretot, en l'escombratge.
Durant l'escombratge, se separava en el terrer la brossa, minvada i sense gra, del molc (el gra gairebé net). El molc s'acabava de netejar, bé per mètodes tradicionals, ventant i amb garbells o bé amb netejadores mecàniques.

## Història

### Origen del trill, període Neo-Eneolític

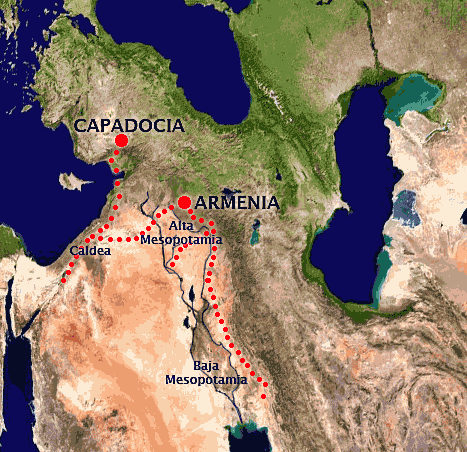
Comerç d'obsidiana en el IV mil·lenni aC.

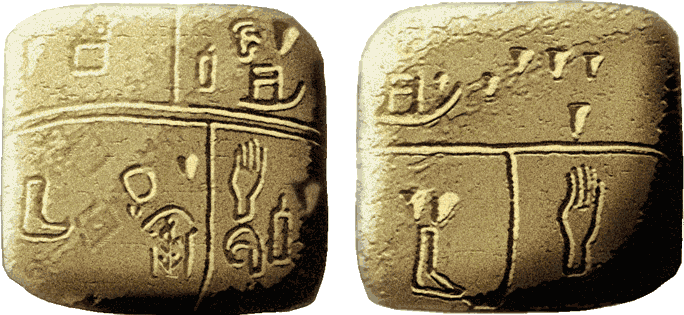
Tauleta gravada procedent de Kish, datada en el IV mil·lenni aC, amb representació de trills gravats en les seves dues cares

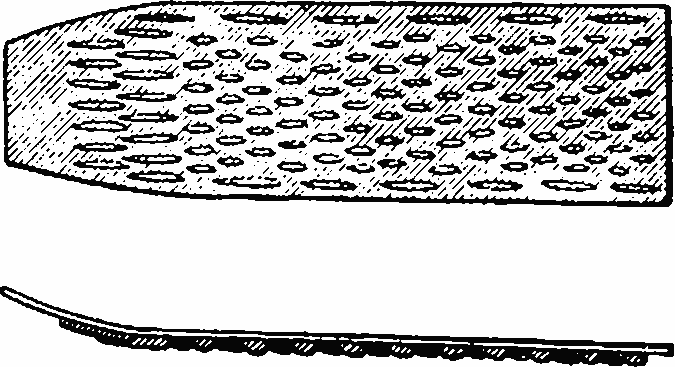
Exemplar de trill de petita grandària procedent de Tunísia

S'han trobat vestigis arqueològics que demostren l'existència de trills des de fa, almenys 8.000 anys a l'Orient Mitjà i els Balcans consistents en peces lítiques, ascles i, sobretot fulles d'obsidiana i sílex, recognoscibles a través del tipus de desgast que sofreixen. Algunes peces lítiques es van usar com a elements de falç i unes altres, en canvi, eren part dels trills.
El jaciment més fructífer és el d'Aratashen (Armènia): un llogaret ocupat entre el mil·lenni VI aC i el III mil·lenni aC (neolític i Calcolític). En les excavacions destaquen milers de restes de talla d'obsidiana (el que fa pensar que seria un centre de producció i distribució d'objectes en aquest material); la resta eren trossos de ceràmica "vulgar", molins, molenderas i altres eines agrícoles. Analitzant una mostra de 200 exemplars, seleccionada entre les millors peces, va poder establir, sense lloc a error, les de falç (para la sega) i les dels trills. Les fulles d'obsidiana d'Aratashen es fabricaven per mètodes molt avançats i normalitzats, entre ells el denominat «amb crossa pectoral i punta de coure». Des del curs alt de l'Eufrates, on està el jaciment, els especialistes distribuïen o comercialitzaven els seus productes per tot l'Orient Mitjà.
Els trills van haver de ser molt importants en la Mesopotàmia protohistòrica, perquè ja apareixen en els documents escrits més antics que es coneixen. Concretament, a la ciutat de Kish (Iraq) es va exhumar una plaqueta de pedra sorrenca gravada amb pictogrames que podrien constituir el més antic document escrit conegut al món: intervinguts del IV mil·lenni aC (període Uruk tardà). Aquesta tauleta, que es conserva en l'Ashmolean Museum d'Oxford, té representacions de trills en les seves dues cares, al costat de símbols numèrics i altres pictogrames. Aquests trills (que també podrien ser trineus) són morfològicament molt semblants als quals s'usaven en el Pròxim Orient fa pocs anys en llocs d'agricultura tradicional. També apareixen descripcions en nombroses tauletes cuneïformes del III mil·lenni aC.
Hi ha una altra representació, sense escriptura, en l'actual Turquia. Es tracta de l'estampació d'un segell cilíndric del jaciment d'Arslantepe-Malatya que va aparèixer a prop de l'anomenat Temple B del citat jaciment. Els estrats van ser datats per dendrocronologia en el IV mil·lenni aC. L'estampació a la qual ens referim mostra una figura asseguda en un trill (en el qual s'han detallat molt clarament les pedres de tall ventrals), sota un dosser; al davant un conductor que guia un bòvid i, al voltant, diverses persones amb forques, que podria ser una escena ritual:
| «                       | «Aquest segell […] (és) interpretat com una escena ritual de batuda, fent palesa, per part de les elits d'Arslantepe, la referència ideològica a imatges de poder exposades a l'entorn de Mesopotamia» | » |
| — M.A. Frangipane, 1997 | |   |

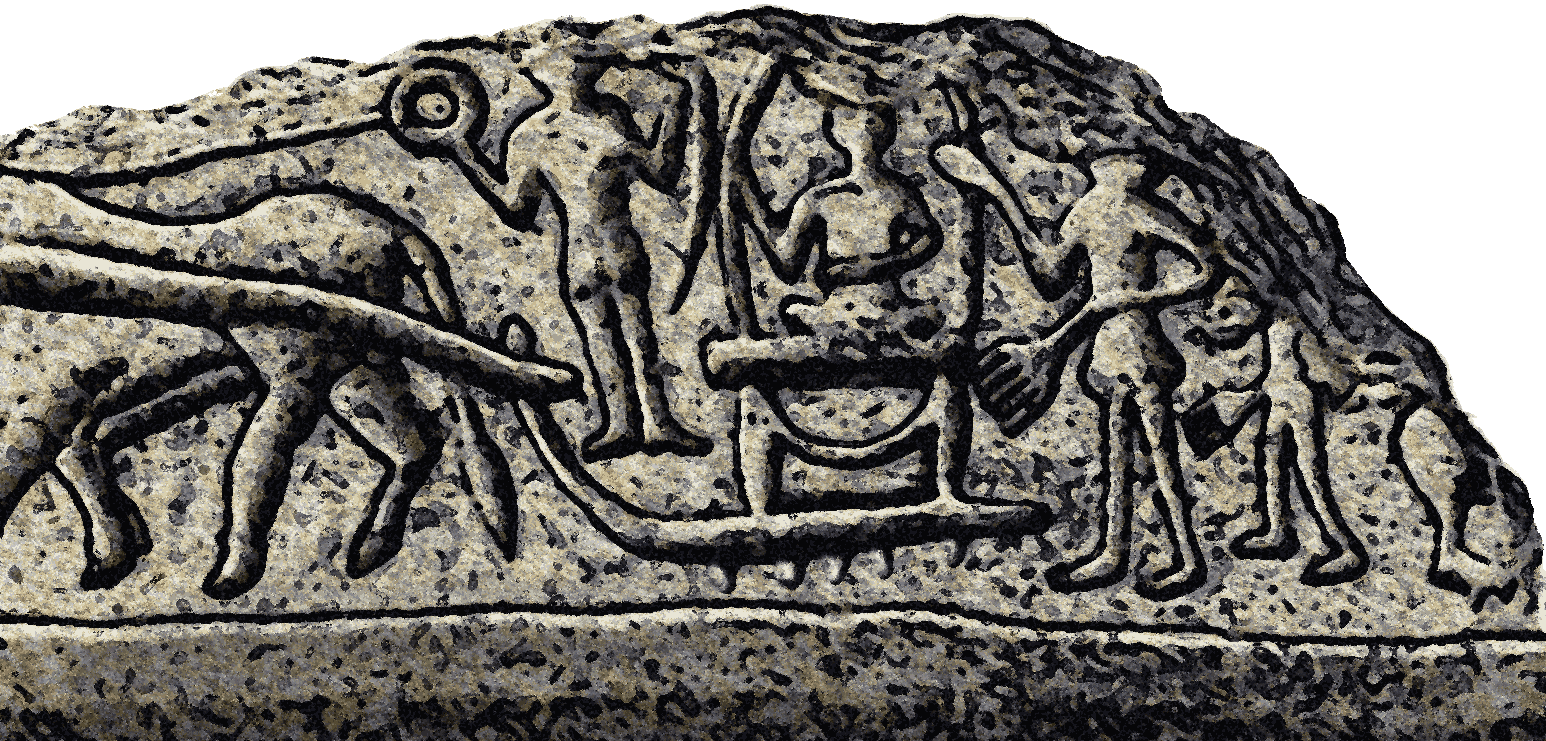
Impressió d'un Segell cilíndric procedent de Arslantepe-Malatya (Turquia), representant una batuda ritual amb trill, datada en el III mil·lenni aC

Una altra representació, pintada en les restes de parets del mateix lloc s'assembla molt i consisteix en un passeig cerimonial d'un personatge d'alt rang, pintat en un estil arcaic i lineal en colors vermell i negre, encara que l'estat en què es troba no permet conèixer el tipus de vehicle en el qual es desplaça (trill o carro?), sí que és possible, en canvi, veure que els animals són una parella de bòvids.
En ambdós casos semblem estar davant una manifestació de poder civil o religiós. El trill era, en aquella època, un instrument sofisticat i car, construït per artesans especialistes, amb peces de sílex o d'obsidiana importades des de lluny, doncs en la Baixa Mesopotàmia, en la planicie al·luvial de Sumer, i en tot el sud de Mesopotàmia era impossible trobar pedra. A més, cal un lloc de treball, l'era, amb una posició elevada i assolellada, on bufi el vent sec, amb un sòl cuidat en el qual no es formin tolls (si plou), amb roca natural, empedrat, o amb el sòl molt endurit (una era no estava a la disposició de qualsevol. També calen animals de tir adequats, igualment costosos i difícils de guiar, perquè no es tracta d'anar en línia recta. Tot indica que un trill necessita gran quantitat de collita per amortitzar la inversió que suposava. Tot gira, doncs, entorn d'un sofisticat sistema de producció propi d'elits poderoses.
La presència d'un trineu cerimonial amb adorns d'or, en el Cementiri Real d'Ur, en la tomba de la dama Puabi, datat en el III mil·lenni aC, permet tractar amb sinceritat la dificultat que subjeu per distingir els trills dels trineus (vehicles tirats per animals, sense rodes) en les representacions antigues. Encara que se sap que els trills existeixen des del VI mil·lenni aC (com hem vist abans) i, encara que la roda va ser inventada a mitjan IV mil·lenni aC en Mesopotàmia, la seva utilització no és instantània, sobrevivint els trineus, almenys fins a l'aparició de l'eix articulat, cap al II mil·lenni aC Durant aquest temps, alguns vehicles eren autèntics híbrids, és a dir, trineus les rodes dels quals es podien llevar per superar obstacles (portant-los en camines o, simplement, arrossegant-los). Tret del cas d'Arslantepe, on es veuen clarament les pedres es pot assegurar si es tracta de trills o trineus de transport.
Es recullen nombroses cerimònies de sega i batuda, que tenen a veure amb l'esperit del cereal des de l'època egípcia fins a períodes preindustrials, que residia en la primera batuda (o, de vegades, en l'última).

### El trill en les fonts clàssiques
L'escàs desenvolupament de l'agricultura del cereal en l'antiga Grècia va fer que no arribessin a utilitzar el trill (conegut només una mica més al nord, des de milers d'anys enrere). Atès que preferien importar els cereals i dedicar les seves terres a labors més específiques, les tècniques cerealistes mai no es van desenvolupar gaire. Els cereals es batien trepitjant-los amb bous:
Els púnics posseïen grans coneixements agrícoles. Un conegut agrònom cartaginès, Magó, va escriure un tractat que va ser traduït al llatí per ordre directa del Senat romà. Actualment resulten sorprenents les descripcions dels camps tunisians, avui desèrtics, però llavors quallats d'oliveres i camps de blat. A Hispània els cartaginesos van introduir diversos cultius (sobretot fruiters) i algunes màquines, com el trill d'arrossegament (això és, el més comú) i el de corrons, anomenat en el seu honor «plostellum punicum».
A la Roma antiga, a diferència de les dimensions religioses que adquireix en Israel, el trill és apreciat des del punt de vista merament econòmic. Del tema es parla, sobretot, en llibres d'agricultura, escrits per experts en la matèria, com Marc Porci Cató Censorí, Marc Terenci Varró, Luci Juni Moderat Columel·la i Plini el Vell.
- En temps de Marc Porci Cató Censorí (segle ii aC) Roma va travar un intens contacte amb l'Grècia i Cartago, i, a través d'elles, amb tot el patrimoni cultural d'Orient, la saviesa del qual i progrés amenaçaven d'escombrar els principis originals romans. Cató és conegut per la seva fèrria defensa dels costums ancestrals llatins (a més d'haver desenvolupat plenament la prosa en la seva llengua vernacla, en un intent d'afirmació nacional). La seva obra De Agricultura, no es caracteritza, doncs, per acceptar bé les innovacions «exòtiques» (com el trill, en les seves diferents variants), defensant una economia de vell encuny basada en l'esclavatge. Això, a la llarga, portaria desastroses conseqüències per a l'agricultura itàlica, arruïnada i incapaç de competir amb les seves pròpies colònies, molt més modernitzades i amb esclaus i assalariats més barats; per extensió, les idees de Cató van conduir, indirectament, a la desintegració de la societat republicana i, fins i tot, de l'economia imperial. Cató preferia la batuda directa, per calcigament de les espigues amb cavalls i ases, i no fa un esment exprés als trills, que ja estaven generalitzant-se. És, doncs, «gairebé impossible definir, sobre la base de l'exposició de Cató, quan va entrar en ús un o altre instrument o quan va ser aplicat un o altre perfeccionament».[18]
- Marc Terenci Varró fou un erudit del segle i aC amb mentalitat més enciclopèdica i els seus estudis més oberts, intentant adequar el punt de vista hel·lenístic cosmopolita, amb les tradicions provincianes de Roma. A l'obra sobre temes agraris titulada Rerum Rusticarum d'Agri Cultura Varró reflecteix la realitat de la seva època en esmentar la presència de trills un parell de vegades: Ambdues en el primer llibre, que és una recopilació de consells, perquè la seva esposa Fundania pugui portar la finca. Sobre l'equipament «ha de recomanar-se el següent: cap d'aquells aperos que puguin produir-se en la hisenda (finca) o puguin ser fets pels (treballadors) domèstics ha de comprar-se, com són gairebé totes coses que es fabriquen amb vímet o fusta rústica, tals com a cabassos, cistells, trills, estaques, rasclets....»[19] en al·lusió a les pretensions autàrquiques que, a la llarga, tant dany farien a l'economia romana). Varró es mostra, al contrari que Cató, més obert a les innovacions tècniques. En aquest mateix Llibre Primer: «Perquè una collita sigui molt abundant i de la millor qualitat, convé que les espigues es portin sense amuntegar-les a l'era de manera que tinguin el gra en òptimes condicions i (convé) que els grans siguin separats de les espigues en l'era, procés que es fa, entre altres formes, amb una parella de mules i un trill. Aquest es fabrica amb una taula de fusta (amb la cara inferior) armada amb pedres o trossos de ferro (tallants) que, amb un arrier posat davant o un contrapès gran, és arrossegat pels muls junyits i separa així els grans de l'espiga».[20] És a dir, explica d'una manera molt didàctica, com funcionen els trills i els seus avantatges com a maquinària innovadora. Pansa, després, a parlar d'una variant denominada plosellum punicum, un trill de corrons i fulles metàl·liques, d'origen fenopúnic, que ell hi havia vist en Hispania (on va arribar de la mà dels cartaginesos): «una altra manera de fer-ho és per em va donar d'uns corrons dentats amb uns rodaments, aquest tipus rep el nom de plostellum punicum (carro púnic), en ell un pot asseure's i moure l'estri que arrosseguen les mules, tal com fan en la Hispània Citerior i en altres llocs.».
- Luci Juni Moderat Columel·la (principis de l'Era Cristiana): oriünd de la Bètica, després de la seva carrera militar i política es va dedicar a conrear grans latifundis. Aquest escriptor hispà afegeix una pinzellada més sobre el tema, parlant-nos en aquest cas de les eres: «L'era, si és possible, ha d'estar situada de tal manera que pugui ser supervisada pel senyor o pel capatàs, la millor és la que està empedrada, perquè no només permet que el cereal sigui ràpidament batut, perquè el sòl no cedeix als envits de les peülles ni dels trills, sinó que a més, aquests mateixos cereals, una vegada ventats, queden més nets i mancats de pedretes i petits terrossos els quals en una era de terra endurida gairebé sempre es tornen a dipositar...»[21]
- Plini el Vell (Segle I) recull el que els seus predecessors han escrit.[22]

### El trill des de l'Edat Mitjana

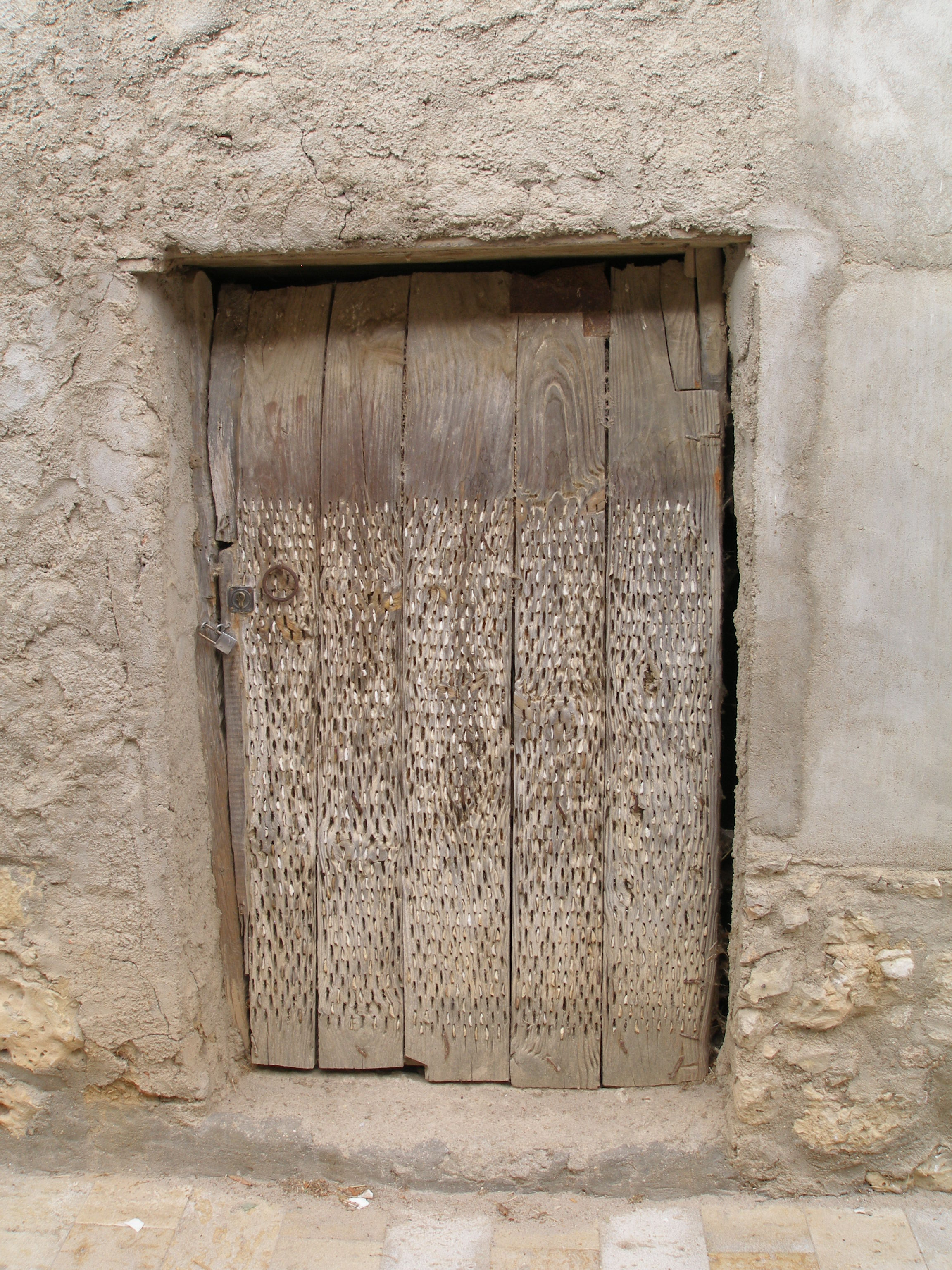
Trill utilitzat com a porta.

En l'edat mitjana a Europa occidental resulta molt difícil trobar documents fiables sobre trills en l'època. La recessió que van suposar les invasions bàrbares va afectar igualment a l'agricultura, perdent-se moltes de les tècniques més avançades, entre elles el trill, que era completament aliè a la tradició germànica. Les zones del Mediterrani oriental, en canvi, ho van conservar, passant a la cultura musulmana on va arrelar profundament. Tant el regne visigot com la zona cristiana durant la reconquista gairebé desconeixien el trill (encara que aquest mai va arribar a desaparèixer). La degradació no només aconsegueix a l'economia, sinó també a les mateixes fonts que hi ha per estudiar-la, amb o que ens enfrontem a un buit documental difícil d'esbiaixar.
A l'Àndalus el trill va seguir sent molt popular, la qual cosa va ajudar a recuperar la seva tradició per part dels cristians en el seu avanç. Aquest fet coincideix amb una recuperació generalitzada en tot Europa. La bonança econòmica s'inicia a principis del segle xi; els experts solen parlar de l'augment en l'extensió de terres arrabassades, de la generalització dels animals de tir (primer bous, gràcies al jou frontal, i després cavalls, gràcies a la collera, de l'augment d'eines de ferro i les millores de les ferreries, de l'aparició de la llaurada de pala, sovint amb rodes i de l'augment de molins d'aigua. El bestiar es va convertir en un signe de progrés: l'aparició d'una pagesia menys depenent i més pròsper, capaç de comprar animals de tir i, fins i tot llaurats. Els camperols en possessió la seva pròpia arada amb un o dos animals eren una petita elit, acaronada pel senyor feudal, que va adquirir el seu propi estatus, el de pagesos, molt per sobre dels altres, els bracers (l'única eina dels quals eren els seus propis braços).
L'existència d'animals de tir no va implicar la difusió del trill en Europa occidental, on la batolla va seguir sent l'instrument preferit.
En canvi, a Espanya, el pes de la vella tradició mediterrània va poder marcar la diferència: El professor Julio Caro Baroja admet que, para Espanya, ell trill apareix citat o representat en obres d'art. Concretament, esmenta alguns relleus romànics en Beleña (Salamanca) i Campisábalos (Guadalajara), ambdues del segle xii. Es pot afegir un document escrit en 1265, pel qual una Donya Major (vídua d'un tal don Arnal, cobrador de delmes del portazgo de bestiar lanar i, per tant, persona de bona posició), deixa al Cabildo de Salamanca el seu hereteu de Valcuevo, finca pertanyent al municipi de Valverdón (Salamanca):
| «                             | »Et jo, donna Mayor, devo dexar a mia mort aquestes duas yugadas d'heredat devandichas al cabildo bé allinadas, amb quatro kafiçes de blat, et un kafiz de sègol, et un kafiz de cevada pora semiente cada yugada, et amb reias, et amb arades, et amb timons, et amb trills et amb tot appayamiento que heredade bé allinnada deve aver» | » |
| — Arxivo diocesà de Salamanca | |   |

Amb aquests documents, amb prou feines testifiquem la presència dels trills, que, sens dubte, va ser contínua des de llavors fins fa molt pocs anys en la conca mediterrània. La resta és mera especulació molt general, atès que la historiografia tradicional se centra en aspectes més propis de l'Europa Occidental. En tot cas cap dels autors consultats atribueixen al trill un paper rellevant en el progrés de l'agricultura medieval. Cap, doncs, unir-se a la desmoralització de l'historiador francès Georges Duby, en queixar-se del següent:
| «                                   | «A través de quant hem dit es veu l'interès que tindria el mesurament de la incidència del progrés tècnic en el rendiment de l'empresa agrícola. No obstant això, cal renunciar a fer-la. Abans de la fi del segle xii, els mètodes de l'administració senyorial són encara molt primitius; concedeixen poca importància a l'escriptura i menys encara a les xifres. Els documents són més decebedors que els de l'època carolíngia» | » |
| — Georges Duby, op. cit. pàgina 249 | |   |

Actualment, nombrosos elements de l'agricultura tradicional s'estan perdent, per això diversos organismes treballen per conservar-los o recuperar-los. La investigació se centra en amplis aspectes arqueològics, documentals i etnològics, sobre diversos elements, entre ells, els trills, en diversos països, períodes històrics i societats.